# Battaglia di Cogoleto
La battaglia di Cogoleto si svolse l'11 aprile 1800 tra gli eserciti francese e austriaco presso Cogoleto. Lo scontro vide le forze austriache mandare in ritirata verso Genova i repubblicani francesi, propiziando all'inizio del lungo assedio di Genova.

## Contesto storico
La guerra era scoppiata nuovamente in Europa e la situazione non stava volgendo a favore delle forze filofrancesi: mentre in sul fronte settentrionale le forze austriache tenevano a bada gli eserciti repubblicani in Svizzera e sul Reno, in Italia le forze coalizzate, guidate dal maresciallo russo Suvorov, ottennero dei brillanti successi, portando il fronte dal Veneto indietro sino al Piemonte, vincendo ripetutamente ogni esercito repubblicano messosi sulla loro strada. Schérer, Moreau, MacDonald e Joubert tentarono di fermare l'avanzata degli alleati, senza riuscirci.
A settembre inoltrato, le forze di Suvorov vennero dirottate verso la Svizzera, dove i combattimenti tra le due forze erano giunti in una fase di "stallo". In Italia erano quindi rimasti solo gli austriaci di von Melas ed i francesi del nuovo comandante dell'Armata d'Italia, il generale Championnet. Questi tentò di riportare la guerra in pianura, attaccando il Piemonte a fine ottobre, nella speranza di riprendere parte del territorio perso. Sorte volle che il piano di Championnet gli si ritorse contro: affrontato ed incalzato da forze numericamente superiori, fu costretto ad abbandonare del tutto la pianura e ben presto l'ultima città in possesso francese in Piemonte, Cuneo, cadde anch'essa in mano austriaca. Deluso ed amareggiato dalle proprie sconfitte, Championnet si dimise, morendo di tifo pochi giorni dopo l'inizio del 1800.

## L'arrivo di Massena e l'attacco austriaco

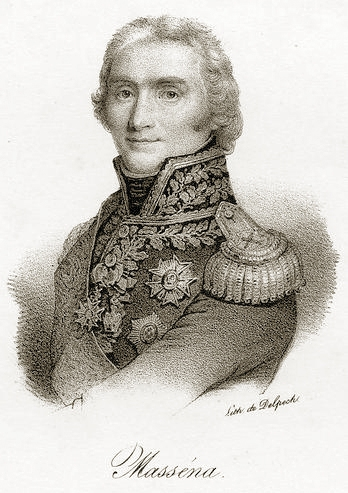
Andrea Massena

Dopo le dimissioni di Championnet, il neonato organo del consolato cercò un sostituto che potesse ripristinare l'ordine e riportare i successi a cui erano abituate le armate francesi in Italia. Napoleone, divenuto Primo Console di Francia, vedeva un solo uomo capace di gestire la delicata situazione delle armate repubblicane in Liguria: Andrea Massena. Questi, generale abile ed esperto, profondo conoscitore del luogo e precedentemente anche sottoposto di Napoleone, aveva recentemente salvato la Francia dalle armate russe vincendo a Zurigo contro Korsakov e costringendo Suvorov ad allontanarsi dalla Svizzera a mani vuote: la sua fama era notevole, il suo prestigio pure ed il suo talento indiscutibile. Dopo essersi incontrato con lo staff di Napoleone, decise di accettare l'incarico e si diresse verso Genova, suo futuro quartier generale. Arrivato nei primi giorni del 1800, trovò una città con problemi di rifornimento, un esercito mal pagato, privo di uniformi, paga, disciplina, spesso razioni e colpito dal tifo. Massena fece quanto possibile in suo potere per sopperire alle carenze "strutturali" che affliggevano il suo esercito ed allo stesso tempo trovare un modo per difendere efficacemente lo stretto lembo di terra tra le montagne ed il mare, dove la totalità della sua armata era concentrata.

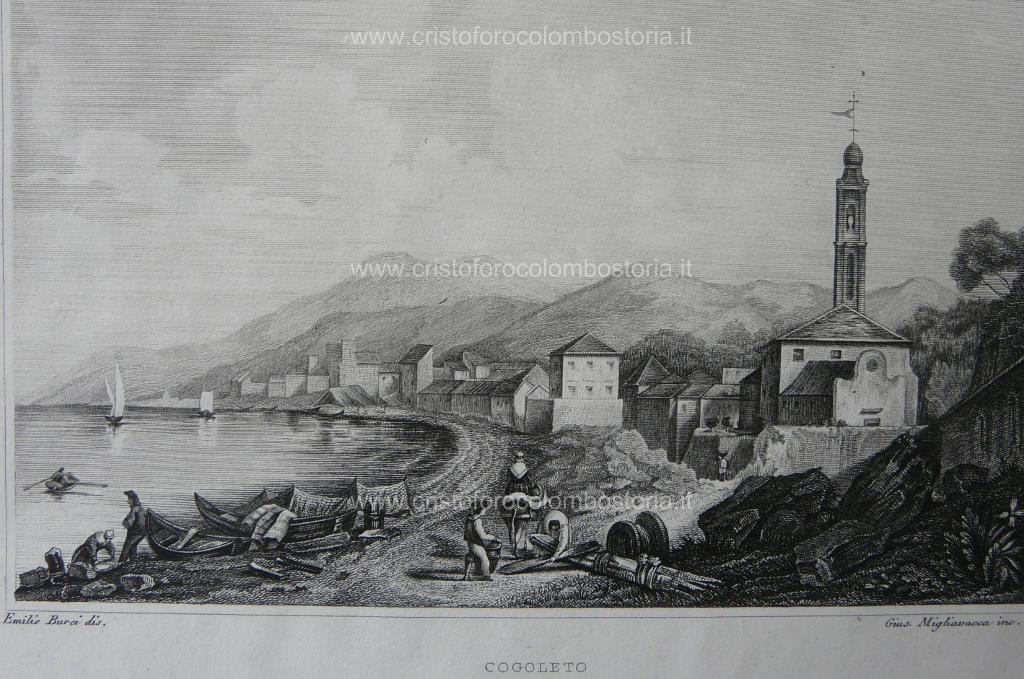
Veduta di Cogoleto nell'Ottocento

Dall'altra parte delle montagne, gli austriaci, guidati da von Melas, stavano preparando un piano per annientare la resistenza repubblicana e far loro non solo la Liguria, ma presto anche la Provenza: dopo aver ricevuto numerosi rinforzi ed aver ottenuto una netta superiorità numerica sulle forze repubblicane, si decisero ad attaccare Massena lungo tutta l'estensione del fronte allo stesso tempo. Le esigue forze francesi, allungate per coprire l'intera catena montuosa dal Colle di Tenda sino a Sestri Levante non sarebbero state in grado di respingere un assalto di tale portata e sarebbero state presto costrette alla capitolazione. Dopo qualche prima scaramuccia nei primi giorni di aprile, il 6 dello stesso mese, von Melas mise in atto il suo piano: le forze austriache attaccarono in massa le linee di difesa francesi. Nonostante qualche episodio favorevole, come sul Monte Fasce, i francesi furono generalmente messi sotto pressione dagli austriaci e persero terreno. In particolare, Suchet, che comandava l'ala sinistra, finì per essere separato dal resto dell'esercito francese, ora circondato su tre lati dagli austriaci e colpito dal mare dalla flotta inglese. Gli austriaci avevano sfondato le linee nemiche nei pressi di Savona, prendendo la città e creando una profonda frattura nelle linee di comunicazione delle forze di Massena con il resto della Francia. Volendo tentare di ripristinare tale collegamento, il generale nizzardo si decise a tentare un attacco contro le divisioni austriache per ricongiungersi con il suo sottoposto Suchet, pronto a fare il medesimo sforzo dall'altro lato. La data fissata per compiere tale attacco fu il 9 aprile.
Massena si mosse verso Savona, avvicinandosi a Varazze il 10 aprile e stabilendo a Cogoleto, in maniera momentanea, il proprio quartier generale. Mentre egli procedeva lungo la costa, nell'entroterra il suo luogotenente Soult si stava avvicinando alle postazioni austriache nei monti attorno a Sassello. Le truppe di Massena furono notate da von Melas, che si dirigeva verso Varazze nella direzione opposta. Deciso a sfruttare la propria superiorità numerica, von Melas inviò i granatieri di Latterman ad occupare la città e preparò una manovra diversiva sperando di accerchiare i francesi e catturare il loro generale. Il combattimento tra i due eserciti avvenne presso il monte Croce: i francesi, sfruttando il vantaggio dell'altezza, riuscirono a respingere diversi assalti delle truppe austriache, mantenendo la posizione. Quando venne finalmente notata la manovra di aggiramento di von Melas, Massena fece ritirare le proprie truppe verso il vicino paese di Cogoleto mentre egli stesso si diresse alla ricerca di una colonna smarrita e che non rispondeva più agli ordini. Trovata, a costo di essere quasi catturato, Massena ne prese il comando e congedò il loro comandante sul posto.
Avendo, tra le altre cose, perso i contatti con le forze di Soult, Massena decise di inviare il generale Fressinet con un folto gruppo di rinforzi a cercare Soult e a supportare la sua posizione.

## La battaglia

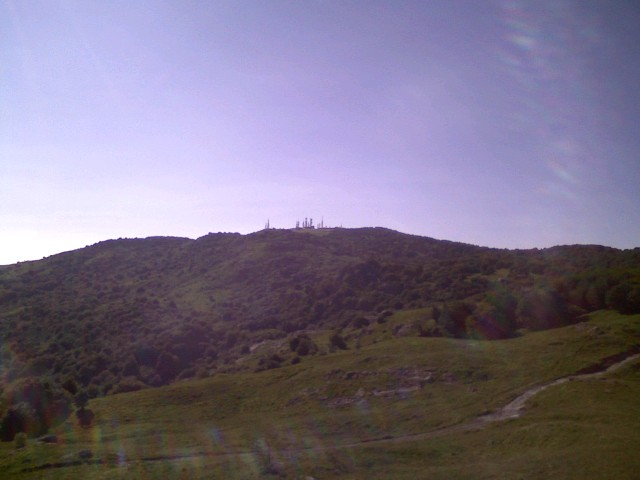
Monte Beigua, ad ovest di Cogoleto. Qui ebbero inizio gli scontri dell'11 aprile 1800

Massena, che in precedenza aveva stabilito il proprio quartiere generale a Cogoleto, aveva 10 battaglioni a sua disposizione. Dopo averne inviati sei in soccorso di Soult, i soli quattro battaglioni restanti, circa 2000 uomini in tutto, non erano sufficienti per respingere un eventuale attacco da parte delle truppe imperiali. Von Melas, che aveva ricevuto notizia dell'allontanamento di Fressinet, decise di sloggiare i francesi dalla cittadina.
Verso l'una del pomeriggio iniziò l'attacco austriaco. Erano i granatieri di Latterman a guidare l'azione. I francesi del 97° erano disposti lungo la riva destra di un torrente che scorre ad ovest della cittadina. Inizialmente, la semibrigata che manteneva la posizione resse l'impatto degli austriaci ma, vedendosi lentamente costretta ad indietreggiare, perse di coesione e iniziò a muoversi lungo la costa, dove venne colpito sia da sei navi della flotta inglese sia dalla cavalleria austriaca di Szekler. In particolare, fu il cutter Entreprenant ad avere un grosso impatto sull'esito della battaglia. Massena, volendo tentare di fornire una copertura per la ritirata dei suoi uomini, prese con se una trentina di ufficiali ed effettuò un'azione di cavalleria, con la quale disperse gli austriaci. Reputando impossibile mantenere la posizione, Massena fece retrocedere i propri uomini prima ad Arenzano e poi a Voltri. Lo stesso Massena, rimasto eccessivamente sposto agli attacchi della cavalleria austriaca fu quasi catturato. Solo l'esemplare condotta degli ufficiali, che si posero a mo' di scudo tra il generale e i suoi assalitori, ad impedire la sua cattura. Uno dei suoi ufficiali rimase ferito ed un altro cadde in battaglia. Essendo oramai notte, il nemico non proseguì nell'inseguimento dei fuggitivi.

## Conseguenze e bilancio
Il generale Massena fu costretto alla fuga verso Genova. Gli austriaci occuparono il paese di Cogoleto e continuarono la loro inarrestabile avanzata verso Genova, incalzando le rimanenti forze repubblicane sino alle mura della città stessa. Una volta che il grosso dell'esercito fu intrappolato a Genova, si diede inizio ad un lungo assedio. Cogoleto rimase sotto il dominio austriaco sino al 24 giugno 1800, pochi giorni dopo la resa delle forze austriache presso Alessandria.